# Snöskärs Fjärden
Snöskärs Fjärden är en fjärd i Åland (Finland). Den ligger i den östra delen av landskapet, 30 km öster om huvudstaden Mariehamn.